# Daniel Jocelyn
Daniel James „Dan“ Jocelyn (* 11. September 1970 in Sydney, New South Wales) ist ein neuseeländischer Vielseitigkeitsreiter, der in England lebt.
2004 startete er mit Silence bei seinen ersten Olympischen Spielen.
Er ist 1,80 Meter groß und wiegt 74 Kilogramm.
Er hat eine Tochter.

## Pferde (Auszug)
ehemalige Turnierpferde:
- Silence

## Erfolge

### Championate und Weltcup
- Olympische Spiele
  - 2004, Athen: mit Silence, 5. Platz mit der Mannschaft und 31. Platz im Einzel[1]